# Presles (Valle del Oise)
 Presles  es una población y comuna francesa, en la región de Isla de Francia, departamento de Valle del Oise, en el distrito de Pontoise y cantón de L'Isle-Adam.

## Demografía
| 2076 | 2450 | 2927 | 3117 | 3566 | 3728 |
| Para los censos de 1962 a 1999 la población legal corresponde a la población sin duplicidades (Fuente: INSEE [Consultar]) |      |      |      |      |      |